# Eugen Merzbacher (Numismatiker)
Eugen Merzbacher (* 4. Dezember 1845 in München; † 18. September 1903 ebenda) war ein deutscher Numismatiker und Münzhändler.

## Leben
Merzbacher, Sohn des Bankiers, Münzhändlers und Mäzens Abraham Merzbacher, studierte nach dem Abitur 1866 am Wilhelmsgymnasium München Klassische Philologie und Archäologie zunächst in München, später in Berlin, wo er 1873 mit einer Arbeit zum antiken Schekel promoviert wurde. In Berlin war vor allem Julius Friedländer vom Münzkabinett für ihn von entscheidendem Einfluss, ferner der Breslauer Rabbiner Moritz Abraham Levy, die ihn beide in seiner Erforschung der antiken jüdischen Münzen unterstützten.
Merzbacher kehrte nach München zurück und arbeitete in der Münzhandlung seines Vaters, die er nach dessen Tod 1885 übernahm (Firma Dr. Eugen Merzbacher Münzenhandlung). Die Firma gehörte mit ihren Katalogen und Versteigerungen zu den führenden deutschen Münzhändlern. Merzbachers Hauptinteresse galt der Geschichte der jüdischen Münzen, daneben publizierte er auf dem Gebiet der Numismatik von der Antike bis zur Renaissance.
Verheiratet war er mit Rosa, geborene Jaffé. Die gemeinsame Tochter Elisabeth Kitzinger war in der jüdischen Wohlfahrtspflege tätig und mit dem Münchner Rechtsanwalt Wilhelm Kitzinger (* 1870) verheiratet. Der Kunsthistoriker Ernst Kitzinger war sein Enkel.

## Veröffentlichungen (Auswahl)
- De siclis, nummis antiquissimis Iudaeorum. Dissertation Berlin 1873.